# LAT2
LAT2‏ (Linker for activation of T cells family member 2) هوَ بروتين يُشَفر بواسطة جين LAT2 في الإنسان.